# Annie Papa
Annie Papa (Salerno, 29 giugno 1958) è un'attrice ed ex modella italiana.

## Biografia
Nata a Salerno, Annie Papa, Miss Cinema 1976, diventa popolare soprattutto perché si scopre il seno, in maniera scherzosa, davanti ai giurati. Il fotografo Ubaldo Bungaro riprende la scena, che dura un attimo, e nasce un caso di cui poi si parlerà per giorni; la Papa rischia la squalifica, si dispera, ma poi tutto finisce in una "bolla di sapone".
Ha iniziato la sua carriera artistica nel 1978 con il film La fine del mondo nel nostro solito letto in una notte piena di pioggia, di Lina Wertmüller. È stata playmate per l'edizione italiana di Playboy del settembre 1979 dove è apparsa con il nome Anny Papa. Successivamente ha recitato anche in film come Sottozero (1987), regia di Gian Luigi Polidoro, Caramelle da uno sconosciuto (1987), regia di Franco Ferrini, Un complicato intrigo di donne, vicoli e delitti (1986), regia di Lina Wertmüller, e La casa con la scala nel buio (1983).
È apparsa per poche puntate nella soap opera Centovetrine (2009), nel ruolo della pianista Loredana Poggi.

## Filmografia

### Cinema
- Pane burro e marmellata, regia di Giorgio Capitani (1977)
- Come perdere una moglie e trovare un'amante, regia di Pasquale Festa Campanile (1978)
- La fine del mondo nel nostro solito letto in una notte piena di pioggia, regia di Lina Wertmüller (1978)
- Das Lustschloß im Spessart, regia di Walter Krüttner (1978)
- Un'ombra nell'ombra, regia di Pier Carpi (1979)
- Il fiume del grande caimano, regia di Sergio Martino (1979)
- Monsignore, regia di Frank Perry (1982)
- Un complicato intrigo di donne, vicoli e delitti, regia di Lina Wertmüller (1983)
- La casa con la scala nel buio, regia di Lamberto Bava (1983)
- Uccelli d'Italia, regia di Ciro Ippolito (1985)
- Sottozero, regia di Gian Luigi Polidoro (1987)
- Caramelle da uno sconosciuto, regia di Franco Ferrini (1987)
- Tenera storia, regia di Aristide Massaccesi (1992)

### Televisione
- Profumo di classe, regia di Giorgio Capitani – musical TV (1979)
- Piazza di Spagna, regia di Florestano Vancini – miniserie TV (1992)
- CentoVetrine – serial TV (2009)
- Capri – serie TV, episodio 3x03 (2010)

## Doppiatrici
- Susanna Javicoli in Caramelle da uno sconosciuto
- Germana Pasquero in Centovetrine
- Germana Dominici in Come perdere una moglie... e trovare un'amante